# Jules de Grand Ry
Jules de Grand Ry (vollständiger Name: Jules Joseph Henry Marie Gishlain Baron de Grand Ry; * 24. März 1880 in Verviers; † 8. November 1966 in Grez-Doiceau) war ein belgischer Staatsbeamter und Bürgermeister von Eupen.

## Leben und Wirken
De Grand Ry stammte aus der alten wallonischen Unternehmerfamilie Grand Ry und war der Sohn von Albert de Grand Ry (1848–1902), bis 1882 Besitzer von Schloss Lontzen, und der Comtesse Elisabeth de Pinto (1852–1936). Jules de Grand Ry strebte eine Beamtenlaufbahn an und wurde später unter König Leopold II. von Belgien als Hoher Beamter im Kolonialministerium eingesetzt.
Nach dem Ersten Weltkrieg und dem darauf folgenden Versailler Vertrag, infolgedessen unter anderem ab 1919 die Kreise Eupen, Malmedy, Sankt Vith sowie Neutral-Moresnet zunächst dem Gouvernement Eupen-Malmedy unter Leitung des Hochkommissars Herman Baltia angeschlossen wurden, um die ehemals deutschen Gebiete in den belgischen Staat zu überführen, wurde de Grand Ry als Unterkommissar für den dortigen noch existierenden Kreis Eupen beordert. Da gemäß diesen neuen Bestimmungen der jeweilige Bürgermeister der Stadt Eupen durch das belgische Innenministerium zu bestätigen war, kam es nach der Amtseinführung von Baltia im Januar 1920 zum Rücktritt des amtierenden deutschstämmigen Eupener Bürgermeisters Levin Wolff Metternich zur Gracht wegen seiner Eidverweigerung auf den belgischen Staat. Daraufhin setzte General Baltia kraft seines Amtes am 27. April 1921 Jules de Grand Ry als neuen Bürgermeister der Stadt ein, nachdem er zuvor den von der Bürgerschaft aufgestellten Franz Lüchem abgelehnt hatte. De Grand Ry füllte dieses Amt zur allgemeinen Zufriedenheit der Bevölkerung aus, obwohl die Mehrheit mit den Umständen, nun von Belgien regiert zu werden, zwar nicht einverstanden war, aber dennoch auf Grund eines offensichtlich manipulierten „Volksentscheids“ im Jahr 1925 für den Verbleib im belgischen Staat votiert hatten.
Infolge dieses Volksentscheids wurde am 7. März 1925 laut Beschluss des belgischen Senats das Generalgouvernement Eupen-Malmedy zum 1. Juli 1925 aufgehoben und das Gebiet zum 15. September 1925 vollständig in den belgischen Staat integriert. Daraufhin wurde de Grand Ry auf den neugeschaffenen Posten eines beigeordneten Bezirkskommissars für den Kanton Eupen versetzt und das Bürgermeisteramt in Eupen dem Juristen Léon Xhaflaire übertragen. De Grand Ry blieb auch während des Zweiten Weltkriegs unter deutscher Besatzung auf diesem Posten, obwohl die Deutschen ihm das Amt eines Bezirkskommissars in Huy angeboten hatten. Erst am 15. Januar 1945 wurde de Grand Ry von Henri Hoen abgelöst, der zum neuen Bezirkskommissar für die drei Kantone Eupen, Malmedy und St. Vith bestellt wurde. Seine Verbundenheit zur deutschsprachigen Bevölkerung ließ ihn dennoch nicht los und er bat im Frühjahr 1946 in der Zeitung „Revue Générale“ um Verständnis für die besondere Not der ostbelgischen Bevölkerung und drängte darauf, hinsichtlich der damals auf Hochtouren laufenden Säuberung für den Bereich Ostbelgiens, einen anderen Maßstab anzulegen als für das Landesinnere.
De Grand Ry zog sich als Rentner auf dem Landsitz seiner Kinder in Grez-Doiceau zurück und bewohnte im Sommer das Château de l'Ourlaine in Jevoumont bei Theux, das er in der Zwischenkriegszeit hatte erbauen lassen und das das Tal Ru de Targnon überragt.
Für seine Verdienste wurde Jules de Grand Ry mit dem Leopoldsorden und dem Kronenorden, jeweils im Rang eines Offiziers, ausgezeichnet. Darüber hinaus erhielt er von König Leopold III. von Belgien die Adelserhebung in den belgischen Freiherrenstand, die auf den Erstgeborenen übertragbar ist.
De Grand Ry war verheiratet mit Josephine Leirens (1880–1978), mit der er zwei Söhne und eine Tochter bekam; er fand seine letzte Ruhestätte in der Familiengruft in Theux.